# Kisölved
Kisölved, (szlovákul Malé Ludince) község Szlovákiában, a Nyitrai kerület Lévai járásában.

## Fekvése
Lévától 30 km-re délre fekszik.

## Története
A régészeti leletek tanúsága szerint területén már a kőkorszakban éltek emberek. A vonaldíszes kerámiák települését találták itt meg a régészek.
1255-ben "Vlued" alakban említik először. Az esztergomi érsek birtoka, melyet a Pászthóiak pusztítottak el, lakosságát elűzték. 1571-ben 16 családja adózott. 1715-ben 17, 1720-ban 23 adózója volt. 1828-ban 56 házában 340 lakos élt, akik mezőgazdasággal, szőlőtermesztéssel foglalkoztak. 1850 körül 504 református lakta. A falu szőlőtermesztéséről, borászatáról volt híres.
Vályi András szerint "Nagy, és Kis Ölved. Két magyar falu Hont Várm. földes Urok az Esztergomi Érsek, lakosai többen reformátusok, fekszenek Zalabához 1/2 órányira, Pasztohához 1 mértföldnyire, a’ Szikintze völgyön, melly víz a’ falu mellett foly el, határjok szoross, de meg lehetős termékenységűek, réttyeik elegendők, szőlejek jó borokat teremnek, Kis Ölvednek erdeje nints."
Fényes Elek szerint "Kis-Őlved (Kis), magyar falu, Honth vmegyében, Ipoly-Pásztóhoz 1/2 mfd. 12 kath., 54 ref. lak. Ref. anyatemplom. Bora meglehetős. Földjei, rétjei jók. F. u. a primás. Ut. p. Kéménd."
A trianoni békeszerződésig Hont vármegye Vámosmikolai járásához tartozott. 1938 és 1945 között újra Magyarország része volt.
1944. karácsonya és 1945. húsvétje között Kisölved és környéke, a Garam mente csatatérré vált az előrenyomulóban lévő szovjetek és a visszavonuló németek közt. Kisölved és a környék más településeinek (Garamkissalló és Zalaba) csaknem teljes lakosságát kitelepítették, a falvakat kifosztották, de a lakosság a harcok elvonulása után visszatért. 

## Népessége
| Év:            | 1994. | 2004.   | 2014.    | 2024.   |
| -------------- | ----- | ------- | -------- | ------- |
| Emberek száma: | 217   | 203     | 180      | 170     |
| Eltérés:       |       | -6,45 % | -11,33 % | -5,55 % |

| Év:            | 2023. | 2024.   |
| -------------- | ----- | ------- |
| Emberek száma: | 169   | 170     |
| Eltérés:       |       | +0,59 % |

1880-ban 454 lakosából 439 magyar és 1 szlovák anyanyelvű volt.
1890-ben 470 lakosából 465 magyar és 5 szlovák anyanyelvű volt.
1900-ban 463 lakosából 462 magyar és 1 szlovák anyanyelvű volt.
1910-ben 440 lakosából 435 magyar és 5 szlovák anyanyelvű volt.
1921-ben 456 lakosából 455 magyar és 1 csehszlovák volt.
1930-ban 413 lakosából 393 magyar és 9 csehszlovák volt.
1941-ben 386 lakosából 385 magyar volt.
1970-ben 311 lakosából 286 magyar és 25 szlovák volt.
1980-ban 260 lakosából 233 magyar és 27 szlovák volt.
1991-ben 220 lakosából 187 magyar és 29 szlovák volt. 
2001-ben 204 lakosából 169 magyar és 35 szlovák volt.
2011-ben 183 lakosából 148 magyar és 26 szlovák volt.
2021-ben 170 lakosából 134 (+3) magyar, 27 (+4) szlovák, (+1) cigány és 9 ismeretlen nemzetiségű volt.

## Neves személyek
- Itt szolgált Jókay Lajos református lelkész.

## Nevezetességei
- Református temploma 1797-ben épült, tornyát 1804-ben állították. 1954-ben teljesen újjáépítették.

## Külső hivatkozások
- Községinfó
- Kisölved Szlovákia térképén
- Alapinformációk
- E-obce.sk Archiválva 2008. június 14-i dátummal a Wayback Machine-ben